# Antarctomia
Antarctomia är ett släkte av lavar. Antarctomia ingår i familjen Placynthiaceae, ordningen Peltigerales, klassen Lecanoromycetes, divisionen sporsäcksvampar och riket svampar.
|             | Placynthium                                    |
|             |                                                |
| Antarctomia | \| \| Antarctomia subcorallinoides \| \| \| \| |
|             | \| \| Antarctomia subcorallinoides \| \| \| \| |
|             | Vestergrenopsis                                |
|             |                                                |
|             | Koerberia                                      |
|             |                                                |
|             | Antarctomia subcorallinoides                   |
|             |                                                |

|  | Antarctomia subcorallinoides |
|  |                              |